# 受害者學
受害者學（英語：Victimology）主要研究受害過程，包括受害者和罪犯之間的關係、受害者和刑事司法系統（即員警、法院和懲戒官員）的互動、以及受害者和其他社會團體或機構（如媒體、企業和社會運動）之間的聯繫。然而，受害者學並不僅限於研究犯罪受害者，也包括其他形式人權侵犯的受害者。受害者研究的一個主要目的，就是要減少對受害者的偏見，以及減少認為受害者該多少為自己受侵犯的狀況負點責任等等指责受害人的看法。

## 犯罪受害者
在犯罪學和刑法中，犯罪受害者是一個可辨別的個體，且受到犯罪嫌疑人個別又直接的傷害，而不是由社會這個整體所造成的損害。然而，並非所有情況都如此，身為白領犯罪的受害者，就可能無法清楚識別或直接連結到特定加害人，甚至因社會對受害者的傳統認知而剝奪他們的受害者身份。此外，受害者概念也仍是婦女研究中的爭議題目。
在刑事訴訟案件佩恩訴田納西州判決過程所做的受害者影響聲明為美國最高法院首次承認犯罪受害者的權利。
為了有助更生或嚇阻效果，受害者影響小組是根基於社區性或修復性司法的集會形式，受害者（或親友遺族）在審判後與罪犯碰面並陳訴其犯罪行為是如何影響他們的生活。

## 罪行後果
犯罪行為造成的情緒障礙是所有受害者的常見主軸。最常見的是心理症狀，高達四分之三的受害者會出現以下情形：恐懼、焦慮、緊張、自責、憤怒、羞恥感以及睡眠困難。這些問題常常導致慢性創傷後壓力症候群的發生。罪行後病症也與個人先前存在的情緒問題和社會背景特徵有關。這也是老年人狀態變糟的主要已知原因。
受害者可能會經歷下列心理反應：
- 對於個體脆弱的領悟增加。
- 感知世界為無意義與不可理解。
- 從負面角度評價自身[5]。

這些經驗會加劇受害人的恐懼，並在社區中散播恐怖情緒。

## 受害者傾向說

### 環境理論
環境理論假設罪行的位置和背景促成其行為人與受害者的相遇。
在2010年代初期的研究表明，犯罪量與城市環境樹木量呈現負相關；在一個區域有更多樹木，與較低受害率或暴力犯罪率是一致的。這項關係是透過2010年俄勒岡州波特蘭市和2012年馬里蘭州巴爾的摩市的研究所確立的 。美國國家森林局的傑佛瑞·桗鈉梵（Geoffrey Donovan）是其中一個研究人員，他說：「樹木除了提供許多其他種類的好處，也可以透過減少犯罪來改善波特蘭的生活品質...」，因為「我們認為，大型路樹可以降低犯罪問題是因為向潛在罪犯暗示此社區受到較好的照顧，因此犯罪者更可能被抓到。」值得注意的是，大型路樹特別顯明與犯罪下降有關，而不是較新更小的樹木。在2012年巴爾的摩的市，由佛蒙特大學和美國農業部的科學家們主導的研究中，「空間修正後的保守模型顯示，增加10%的樹木覆蓋率與約12%犯罪率下降是相關的.... （而且）我們發現這一反向關係繼續存在於下列兩種情況中，但公共區域比私人土地還要有40%的較大幅度。」

### 受害者傾向的量化
最近已有些研究量化真實存在的受害者傾向。與普遍認知相反，並不是因較多婦女身為重複受害者而使得女性更容易成為受害者，實際上在青壯年（24-34歲）的男人更容易是反覆罪行的受害者。
研究結果還表明在少年犯的情況中，人們更有可能受到熟人的嚴重攻擊而成為受害者；青少年最常對認識的人所犯下的是性攻擊、普通襲擊和殺人案。而青少年向陌生人所犯下的一般是普通襲擊、強迫監禁、以及武裝或非武裝搶劫。
有趣的是，一般認為性工作者較容易有異常高的暴力犯罪被害率，而且這樣的犯罪經常沒有解決，但少有此類的受害者研究。

### 基本歸因謬誤
在社會心理學中，基本歸因謬誤（也稱為對應偏誤或歸因效果）是指對於所觀察到的他人行為，傾向於看重個性或人格為基礎的解釋，而忽略外在環境因素的可能影響。從愛德華·瓊斯與維克多·哈里偲（Victor Harris）所做、現已成為經典實驗的數年後，心理學家李·羅斯創造出該詞。
基本歸因謬誤是當人們解釋他人行為時最顯而易見。它並不能說明對自身行為的詮釋—這種情況下環境因素往往會列入考慮。這種差異就是所謂的行動者-觀察者偏誤。舉一個簡單的例子，如果春嬌看到志明被石頭絆倒，春嬌可能會認為志明是笨拙或粗心的人（個性）。如果之後春嬌被同一塊石頭給絆倒了，她將更有可能歸咎於石頭的位置（情境）。受害者傾向或受害者譴責可以是基本歸因謬誤的一種形式，更具體地說，是公平世界假定。
公平世界假定是相信人獲得所應得的、並應得所得到的，這是由梅爾文·勒納所創的理論。歸咎於個性因素而非不可改變或控制的環境因素，滿足了我們需要相信世界是公平且對自身生命有掌控的需求。我們積極將世界看作公正的是因為這會降低感知到的威脅、提供一種安全感、有助於在困難和不安的情況中找到意義、並使我們在心理層次上受益。不幸的是，公平世界假定也會導致人們出現指責貶低悲劇或事故受害者的傾向，諸如強姦受害者、家庭暴力受害者，好安撫自己不會遭受到這樣的事件。人們甚至會怪罪於受害人「前世」的過錯來合理化這些糟糕的結果。

## 受害者促進說
另一個有爭議的子專題則是受害者促進說，但比受害者傾向更加被接受，主要是從犯罪學家的著作中衍生出來的理論，例如馬爾文·沃爾夫岡。相對於受害者傾向，選擇使用受害者促進說或某些其他術語並不是責怪受害者，而是受害者與加害者的某些互動使其容易受到攻擊。
受害者促進理論呼籲研究那些使受害者更易接觸或受到攻擊的外部因素。在一篇概述國際受害者研究重要演進的文章中，史耐德表示，受害者促進這種模式最終只描述攻擊者的錯誤解讀，它根基於符號互動論且並不會減輕罪犯的專屬責任。
犯罪心理學家愛瑞克·西奇（Eric Hickey）在《連環殺手與他們的受害者》做過329個美國連環殺手的重要解析。在西奇的分析中，他依謀殺促進程度將受害者分類為高、低或混合型。分類基礎為生活型態風險（例如與陌生人相處所花費的時間）、工作類型及命案位置（例如酒吧、住宅或業務地點）。西奇發現，13-15%的受害者有很高的受害者促進性，60-64%的受害者有低促進性，23-25%的受害者則是混合型。他還注意到在1975年之後的連環殺手受害者中，五分之一是從搭便車、作妓女或常身於接觸陌生人環境這些情況中擁有更高的風險。
繼續學習和瞭解受害者促進說，以及作為一個受害者學子專題繼續研究是相當重要的。例如，一項受害者促進的研究增加了公眾認識、引導更多對受害者-犯罪者關係的研究、和啟發暴力犯罪的病因理論。這類型知識的最終目的之一，是告知公眾和提高認識，使更少的人成為受害者。研究受害者促進說的另一個目標，正如莫里斯·戈締溫（Maurice Godwin）所說，是幫助案件調查。戈締溫解釋如受害者社交網路理論這個概念，正是從連環殺手角度來看受害者風險最高的區域。這可以連接到受害者促進說是因為受害者社交網路為受害者最容易受到連環殺手攻擊的地點。透過這個過程，調查人員可以列出該名連環殺手和受害人皆頻繁拜訪的地方。

## 受害者權利
受害者權利是對罪行受害者提供的法律權利，包括賠償復原的權利、不被排除在刑事司法程序之外的權利以及在刑事司法訴訟中發言的權利。
1985年，聯合國大會通過〈犯罪與權力濫用受害人司法基本原則宣言〉。蒂爾堡國際受害研究所（International Victimology Institute Tilburg）和世界受害者學會也依此宣言草擬〈聯合國犯罪和濫用權力受害者公約〉。